# Dendrobium anamalayanum
Dendrobium anamalayanum là một loài thực vật có hoa trong họ Lan. Loài này được Chandrab., V.Chandras. & N.C.Nair mô tả khoa học đầu tiên năm 1981.